# Petxenigui
Petxenigui (en ucraïnès Печеніги, en rus Печенеги) és una vila de la província de Khàrkiv, Ucraïna. El 2021 tenia 5.058 habitants.